# Kojiro Kaimoto
Kojiro Kaimoto (海本 幸治郎?, Kaimoto Kojiro; Prefettura di Osaka, 14 ottobre 1977) è un ex calciatore giapponese, di ruolo difensore.